# Княжівська сільська рада (Сокальський район)
Княжівська сільська рада — колишній орган місцевого самоврядування у Сокальському районі Львівської області. Адміністративний центр ради — село Княже.

## Населені пункти
Сільській раді були підпорядковані населені пункти:
- с. Княже
- с. Фусів
- с. Шпиколоси

## Склад ради
Рада складалася з 14 депутатів та голови.

### Керівний склад попередніх скликань
| ПІБ                         | Основні відомості                                                    | Дата обрання | Дата звільнення |
| --------------------------- | -------------------------------------------------------------------- | ------------ | --------------- |
| Левусь Галина Юхимівна      | Сільський голова, 1957 р.н., освіта                                  | 26.03.2006   | 31.10.2010      |
| Левусь Галина Юхимівна      | Сільський голова, 1957 р.н., освіта середня спеціальна, позапартійна | 31.10.2010   | 19.11.2015      |
| Плетінка Ярослав Сергійович | Сільський голова ,1993р.н., освіта вища (бакалавр), позапартійний    | 19.11.2015   |                 |

Примітка: таблиця складена за даними джерела